# Einar Gundersen
Einar Gundersen   (20 de setembre de 1896 - Tønsberg, 29 d'octubre de 1962) fou un futbolista noruec de la dècada de 1920.
Fou 33 cops internacional amb la selecció noruega i marcà 26 gols, amb la qual participà en els Jocs Olímpics d'Estiu de 1920.
Pel que fa a clubs, defensà els colors de l'Odd.